# Mort aux ténors (téléfilm)
Pour les articles homonymes, voir Georgius#Mort aux ténors.
Mort aux ténors est un téléfilm français réalisé par Serge Moati et diffusé dans le cadre de la série télévisée Série Noire le 2 mai 1987 sur TF1.

## Fiche technique
- Titre : Mort aux ténors
- Réalisation : Serge Moati
- Scénario : Didier Cohen, adapté du roman Mort aux ténors de Jo Barnais (alias Georgius)
- Date de diffusion : 2 mai 1987 sur TF1

## Distribution
- Lucky Blondo : Barnais
- Mathieu Carrière : Mars
- Gérard Hernandez : Jacky Reboul
- Philippe Khorsand : Thierry Stoloff
- Henri Tisot : Michel Tabart
- Serge Moati : Nicoletta
- Marie Caries : Fanny
- Catherine Arditi : Paula
- Bruno Wolkowitch : Ivan
- Ronny Coutteure : Gégé
- Jean-Pierre Bagot : Charlie
- Évelyne Didi : Capucine
- Christophe Salengro : L'animateur TV
- Zazie Delem : La journaliste
- Benoît Vergne : Le journaliste
- Marc Bretonnière : Pat
- André Dupon
- Liliane Rovère